# Mesochorus oranjeanus
Mesochorus oranjeanus là một loài tò vò trong họ Ichneumonidae.